# Ray Noble
Raymond Stanley Noble, detto Ray (Brighton, 17 dicembre 1903 – Londra, 3 aprile 1978), è stato un compositore britannico.
Collaborò spesso con Al Bowlly. Tra i suoi brani più conosciuti vi sono Love Is the Sweetest Thing, Cherokee, The Touch of Your Lips, I Hadn't Anyone Till You, Isle of Capri e The Very Thought of You, tutte composte e pubblicate negli anni '30.
Nel 1934 compose Midnight, the Stars and You, divenuta poi celebre nel 1980 quando Stanley Kubrick la inserì nel suo film Shining.
Morì di cancro in un ospedale di Londra.